# Dicky Barrett (Händler)
Richard „Dicky“ Barrett (* 1807 in England; † 1847) war ein englisch-neuseeländischer Händler und einer der ersten europäischen Händler in Neuseeland. Er agierte als Übersetzer bei Landkäufen der europäischen Siedler bei den Māori in New Plymouth und Wellington. Er war eine Schlüsselfigur in der Gründungsphase von New Plymouth. Er wurde von Edward Jerningham Wakefield, Sohn des Gründers der New Zealand Company, Edward Gibbon Wakefield, als „kurz, beleibt, perfekt rund und  begeistert von wilden Abenteuern und haarscharfen Fluchten“ beschrieben.

## Seemann, Händler und Walfänger
Barrett wurde in den Durham oder Bermondsey in England geboren und wuchs hier auf. Er arbeitete sechs Jahre als Seemann und kam im März 1828 als Maat des Handelsschiffes Adventure von Sydney kommen in Taranaki an. Er und Kapitän John Agar „Jacky“ Love errichteten in Ngamotu (dem Ort des heutigen New Plymouth) einen Handelsposten. Sie tauschten Musketen und Tand gegen Flachs, Mais, Weizen und Gemüse. Diese wurden von den ortsansässigen Māori der Te Atiawa angebaut. Der Handelsposten zog das Interesse einer zunehmenden Zahl vorbeifahrender Schiffe auf sich.
Barrett erwarb rudimentäre Kenntnisse der Sprache der Māori, erhielt den Namen Tiki Parete und heiratete Rawinia, Tochter eines örtlichen Häuptlings. 1832 schlossen sich Barrett und seine früheren Mannschaftskollegen (1873 als Akerau [möglicherweise Akers], Tamiriri [Wright ?], Kopiri [Phillips?] und Oliver niedergeschrieben) den ortsansässigen Māori im  Pā „Otaka“ in Ngamotu an, um einen Angriff von Māori aus  Waikato abzuwehren. Sie schossen mit drei Kanonen, die sie mit Nägeln, Schrott und Steinen luden, auf die Angreifer. Die Belagerung dauerte drei Wochen, bevor die Angreifer sich zurückzogen. Das Schlachtfeld blieb mit Toten übersät zurück, viele von ihnen Opfer von Kannibalismus. Im Juni zogen Barrett und Love mit 3000 Atiawa-Māori nach Süden.
Ende 1833 oder Anfang 1834 gründeten Barrett und Love eine Walfangstation im Queen Charlotte Sound.

## Übersetzer
Im September 1839 segelte Barrett mit Vertretern der New Zealand Company an Bord der Tory vom Queen Charlotte Sound nach Port Nicholson, um bei der Verhandlung von Landkäufen zu helfen. Die Gruppe blieb 10 Tage und erhielt schließlich die Unterschrift von 16 Māori auf einer in Englisch geschriebenen Besitzurkunde über den Kauf von geschätzten 64,000 Hektar im Gebiet von Wellington. Das Waitangi Tribunal stellt in seinem Bericht von 2003 zu den Landkäufen in Port Nicholson fest, dass Barrett – der eine bemerkenswerte Inkompetenz als Übersetzer zeigte – unfähig war, die Urkunde ins Māori zu übersetzen, und dass er kaum in der Lage gewesen sei, ihre Bedeutung den versammelten Māori klarzumachen.
Barrett wurde später von einem Zeitgenossen als „Sprecher von Whaler Māori (Walfänger-Māori), einem Jargon der in einer ähnlichen Beziehung zum Māori stehe wie das Pidgin-Englisch der Chinesen zu unseren Muttersprachen“ bezeichnet.
Im November 1839 kam Barrett auf der Tory nach Taranaki, um mit dem Iwi seiner Frau Landkäufe zu verhandeln. Er blieb hier, während Wakefield nach Norden nach Kaipara weiter reiste. Am 1. Februar 1840 „übersetzte“ er Verkaufsurkunden und erhielt 72 Unterschriften über den Kauf eines riesigen Gebietes in Taranaki, das sich von Mokau bis zum Cape Egmont und im Landesinneren bis an den Oberlauf des Whanganui River erstreckte. Gezahlt wurde mit Musketen, Decken und ähnlichen Waren.
J. Houston schreibt 1965 in Maori Life in Old Taranaki: „Viele der tatsächlichen Eigentümer waren abwesend, andere waren von den Waikatos im Norden versklavt worden. So verkauften die 72 Häuptlinge der Ngamotu freudig Land, an dem sie selbst kein Interesse hatten, ebenfalls Ländereien an denen sie nur ein gemeinsames Eigentumsrecht mit mehreren Anderen hatten.“
Die Māori erhielten wegen Barretts mangelhafter Fähigkeiten als Übersetzer wenig Möglichkeit, die tatsächliche Bedeutung des Geschäftes zu verstehen. In einer Anhörung der Land Claims Commission 1843 in Wellington wurde er aufgefordert, einen längeren Kaufvertrag über Ländereien in Māori zu übersetzen, um seine Fähigkeiten nachzuweisen. Er „verwandelte ein in englischer Sprache geschriebenes Dokument mit 1600 Worten in 115 bedeutungslose Māori-Worte“.

## „Agent for the Natives“ und Siedler

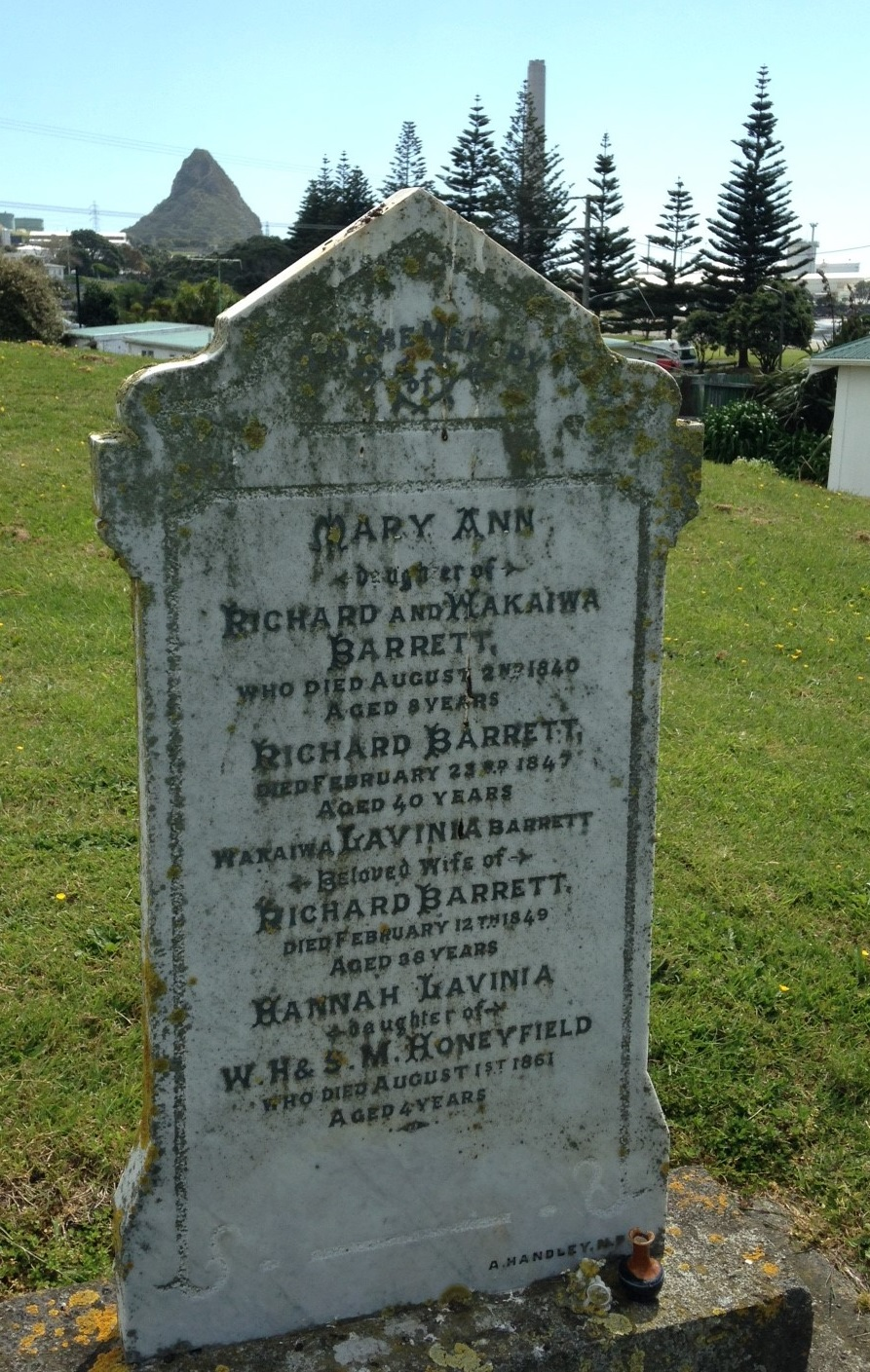
Dicky Barrett’s Grab in der Lower Bayly Road, Ngamotu, New Plymouth.

Barrett zog nach Wellington, um ein Hotel zu eröffnen. Anfang 1840 wurde er von Wakefield zum „Agent for the Natives“ ernannt. Wakefield sagte, diese Rolle würde ihn zum „Mittler zwischen den Siedlern und ihren dunkelhäutigen Nachbarn in allen Streitigkeiten und in der Zuweisung von Reservaten in dem nun von ihnen bewohnten und kultivierten Land“ machen. Mit der Position war ein Jahresgehalt von ₤100 verbunden. Barrett erhielt von Wakefield viel Lob für seien Loyalität und seinen Erfolg wie auch seine Fähigkeiten als Übersetzer.
1841 kehrte er mit Frederic Alonzo Carrington, einem von der New Zealand Company mit der Vermessung der neuen Stadt beauftragten Vermesser nach New Plymouth  zurück. im gleichen Jahr heiratete er Rawinia. In der Heiratsurkunde beschreibt er sich selbst als „volljähriger Walfangkapitän“.
Barrett kehrte in die wachsende Siedlung New Plymouth zurück und gründete eine kommerziell erfolgreiche Walfangstation. Er war als inoffizieller Hafenmeister tätig und half den Immigranten von Bord der ankommenden Schiffe an Land. Er betrieb auch Gartenbau und Landwirtschaft. Er trieb die ersten Rinder und Schafe von Wellington nach Taranaki und führte zahlreiche neue Getreide und Gemüse in Neuseeland ein. Er verpasste die Ankunft der ersten Siedler, die 1841 auf der William Bryan eintrafen, da er gerade etwa 10 km im Inland Pfirsichbäume suchte, die er früher dort angepflanzt hatte.
Als die Land Claims Commission 1844 in New Plymouth eine Anhörung zu umstrittenen Landkäufen durchführte, schrieb sie der New Zealand Company 24,000 Hektar „rechtmäßig erworbenes“ Land zu, darunter 72 Hektar für Barrett und seine Familie.

## Fall in Ungnade
Ab 1842 wurde Barrett zur  persona non grata und wurde von den Atiawa-Māori, den Siedlern und Gouverneur Robert FitzRoy beschuldigt, durch seine ursprüngliche Verhandlungsführung zu Spannungen hinsichtlich der Besiedlung von Māori-Land beigetragen zu haben. Diese Spannungen gingen später in den Ersten Taranaki-Krieg über.
Barrett starb 1847, möglicherweise an den Folgen eines Herzinfarktes. im Taranaki Herald 1941 veröffentlichte Behauptungen, er haben tödliche Verletzungen erlitten, als er einen Wal vor der Küste von New Plymouth getötet habe, werden von zeitgenössischen Quellen nicht gestützt. Er wurde auf dem Wahitapu Cemetery an der Bayly Road in New Plymouth begraben. Auf dem Grabstein sind auch seine Frau und eine achtjährige Tochter genannt.
Nach ihm sind in New Plymouth die Barrett Lagoon, das Barrett Reef, die Barrett Domain, die Barrett Road und die Barrett Street (und das früher hier gelegene Barrett Street Hospital) benannt. Das Barrett Reef im Wellington Harbour ist ebenfalls nach ihm benannt.